# Cuttin' Grass, Vol. 1: The Butcher Shoppe Sessions
Cuttin' Grass, Vol. 1: The Butcher Shoppe Sessions è il quinto album in studio del musicista statunitense Sturgill Simpson, pubblicato nel 2020.

## Tracce
1. All Around You – 3:09
2. All the Pretty Colors – 2:18
3. Breakers Roar – 2:29
4. I Don't Mind – 4:29
5. I Wonder – 3:14
6. Just Let Go – 3:02
7. Life Ain't Fair and the World Is Mean – 2:00
8. A Little Light – 1:44
9. Life of Sin – 2:17
10. Long White Line – 2:21
11. Living the Dream – 2:30
12. Old King Coal – 2:52
13. Railroad of Sin – 2:12
14. Sitting Here Without You – 1:55
15. Sometimes Wine – 3:55
16. The Storm – 2:31
17. Time After All – 2:14
18. Turtles All the Way Down – 2:18
19. Voices – 3:37
20. Water in a Well – 3:46

## Formazione
- Sturgill Simpson – voce, chitarra
- Mike Bub – contrabbasso
- Stuart Duncan – violino, cori
- Mark Howard – cori, chitarra
- Sierra Hull – mandolino, cori
- Miles Miller – percussioni, cori
- Tim O'Brien – cori, chitarra
- Scott Vestal – banjo, cori